# Zatch Bell! Mamodo Fury
Zatch Bell! Mamodo Fury (金色のガッシュベル!! 激闘! 最強の魔物達?, Konjiki no Gash Bell!!: Gekitou! Saikyou no mamonotachi, lett. "Gash dorato!!: Scontro! I demoni più forti") è un videogioco picchiaduro a incontri sviluppato da Mechanic Arms e pubblicato da Bandai per PlayStation 2 e GameCube tra il 2004 ed il 2006.
Questo titolo è basato sul manga ed anime di Zatch Bell!.

## Modalità di gioco
Story Mode: Ci sono 40 livelli nei quali si lotta contro diversi nemici. C'è anche "Zatch's Diary" (il diario di Zatch) dove ci sono 5 mini-giochi. C'è anche la modalità "Stage Select" dove si può rigiocare nei livelli già fatti.
Arcade Mode: Puoi giocare con qualsiasi personaggio (alcuni da sbloccare) contro 8 diversi nemici. Alla fine verranno mostrate le possibilità che hai per diventare re. Per ottenere il 100% bisogna ottenere A in tutti e 8 combattimenti.
VS. Mode: Puoi giocare con qualsiasi personaggio e giocare in vari scenari. In questa modalità è possibile giocare in 2.
4P Battle: Puoi giocare con 2 "mini-giochi" in 4 giocatori. Ci sono 2 differenti giochi: "Yellowtail Snatch" dove bisogna raccogliere i tonni pinneggialle e "Burn the Spell Book" dove bisogna bruciare il libro degli altri.
Mini-Games: Gioca a 7 differenti mini-giochi tra cui i 5 del diario di Zatch.
Gallery: Si possono vedere i modelli in 3D dei vari personaggi, vedere le scene della Story Mode e due sezioni da sbloccare.

## Personaggi
- Zatch Bell/Kiyo
- Kanchome/Folgore
- Tia/Megumi
- Ponygon/Kafk
- Wonrei/Li-en
- Brago/Sherry
- Zeno/Dufort
- Hyde/Eido
- Reycom/Hosokawa
- Sugino/Haru
- Kolulu/Lori
- Fein/Sebé
- Maruss/Rembrant
- Eshros/Shin
- Rops/Apollo
- Baransha/Garza
- Robnos2/Ruku
- Bari/Gustav
- Kido/Dr. Rebus
- Victoream/Mohawk Ace

Non giocabili:
- Byonko/Alvin
- Laila/Albert
- Pamoon/Lance
- Belgim E.C./Daria
- Tsao-lon/Genso
- Demolt/Vile
- Baltro 2/Steng
- Robnos 1/Ruku
- Zofis/Koko
- Penny/Uri